# Белинский, Юрий Николаевич

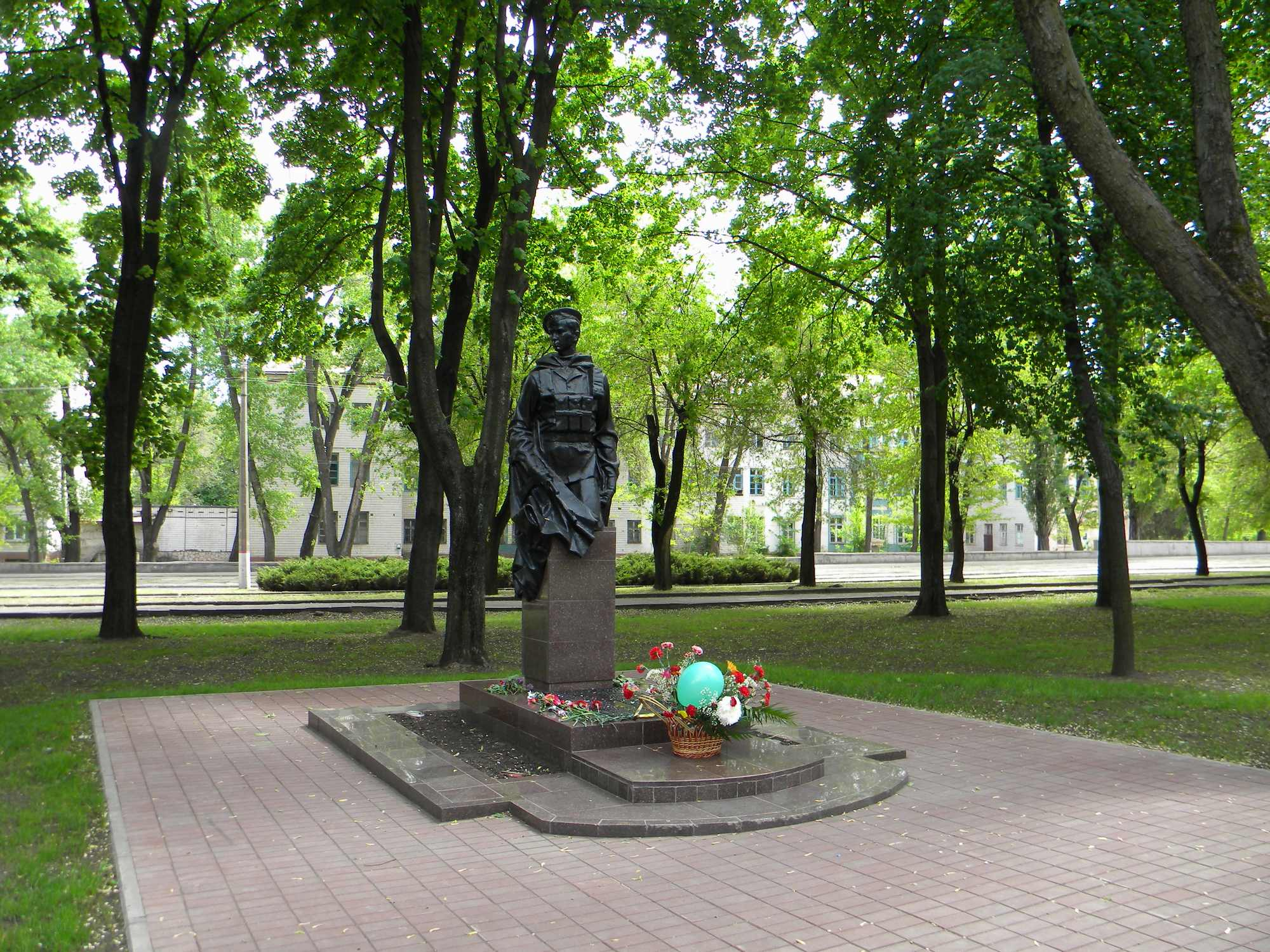
Имя на памятнике воинам-интернационалистам на Дзержинке (Кривой Рог)

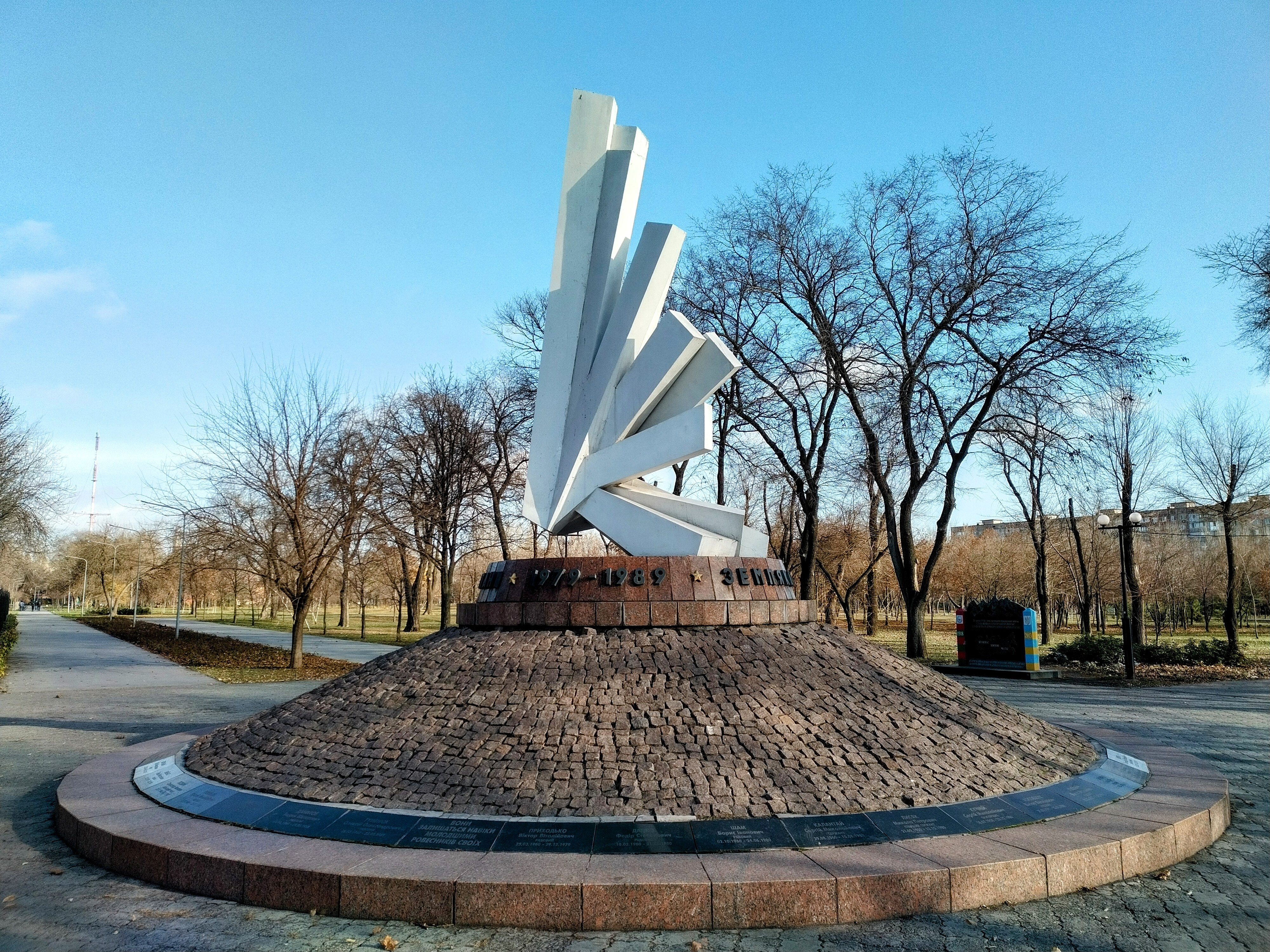
Имя на памятнике воинам-интернационалистам в Юбилейном парке (Кривой Рог)

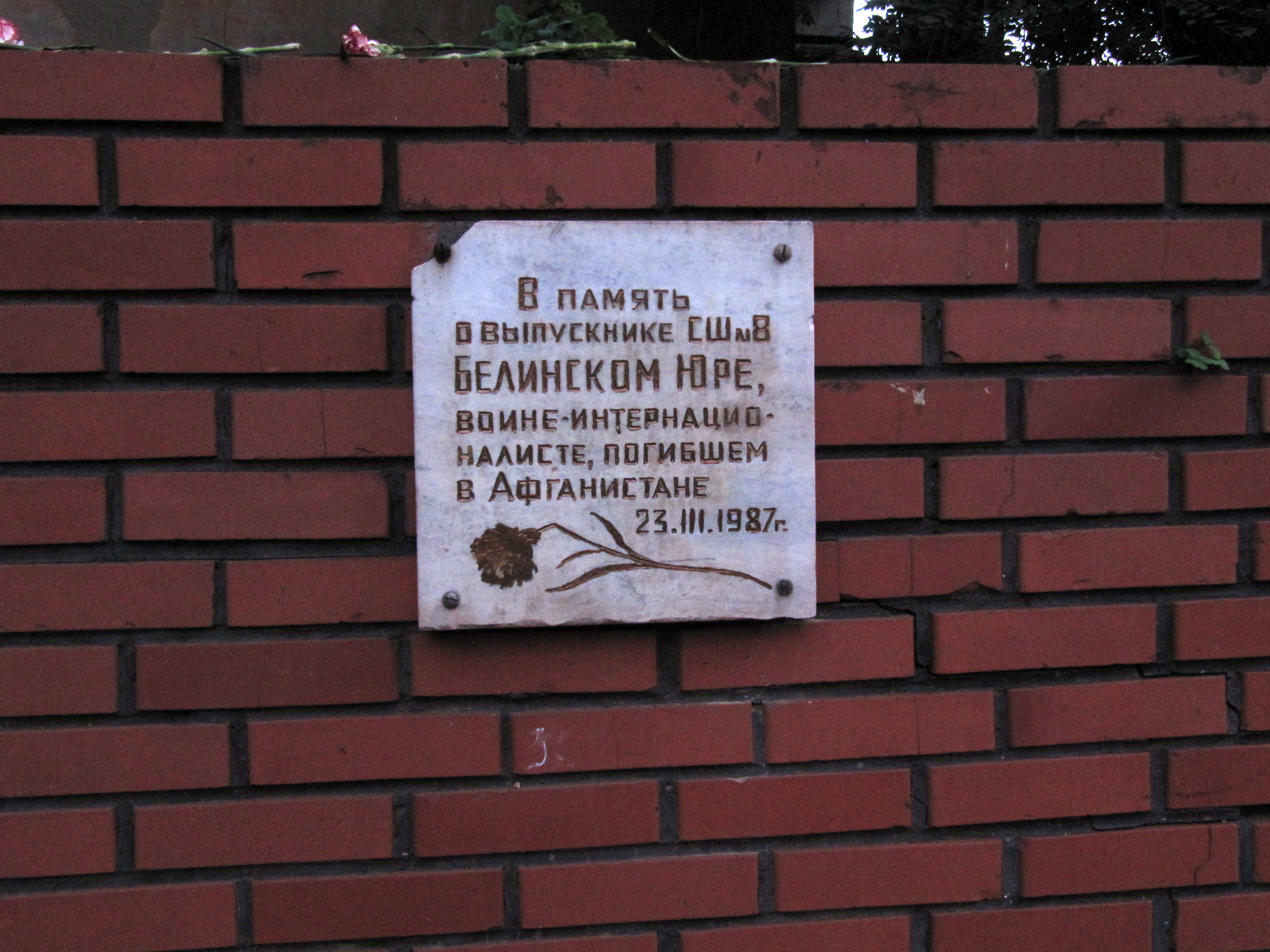
Памятная доска на территории гимназии № 8

Белинский Юрий Николаевич (2 августа 1966, Кривой Рог, Днепропетровская область — 23 марта 1987, Афганистан) — советский военнослужащий-интернационалист, младший сержант.

## Биография
Родился 2 августа 1966 года в городе Кривой Рог Днепропетровской области УССР в рабочей семье. Русский.
Окончил криворожскую среднюю школу № 8. В 1985 году окончил Криворожский техникум рудничной автоматики.
В Вооружённые силы СССР призван 23 апреля 1985 года Центрально-Городским районным военкоматом Кривого Рога. Младший сержант, разведчик-санитар (в/ч пп 41527, 411-й отдельный отряд специального назначения).
В Афганистане с ноября 1985 года, участвовал в 28 разведвыходах и поисках групп противника.
Погиб 23 марта 1987 года в бою на иранской границе при перехвате каравана с оружием.
Похоронен в Кривом Роге на Братском кладбище.

## Награды
- Орден Красной Звезды (посмертно)[2];
- Медаль «За отвагу».

## Память
- Имя на памятнике воинам-интернационалистам Днепропетровщины, погибшим в Афганистане (Днепр);
- Имя на памятнике воинам-интернационалистам (Кривой Рог);
- Имя на памятнике воинам-интернационалистам в Юбилейном парке (Кривой Рог);
- Памятная доска на территории гимназии № 8 (Кривой Рог).